# Cyclaspis supersculpta
Cyclaspis supersculpta är en kräftdjursart som beskrevs av John Todd Zimmer 1921. Cyclaspis supersculpta ingår i släktet Cyclaspis och familjen Bodotriidae. Inga underarter finns listade i Catalogue of Life.